# Маринга (аэропорт)
Маринга́, Региональный аэропорт имени Сильвио-Жуниора (IATA: MGF, ICAO: SBMG) — аэропорт в штате Парана Бразилии. Обслуживает город и муниципалитет Маринга.
Назван в честь Сильвио Наме Хуниора (1967-2000), местного бизнесмена и политика, который трагически погиб в авиакатастрофе.
Аэровокзал Маринги, известный как SBMG, осуществляет свою деятельность под контролем аэропорта Параны (SEIL). Этот полунезависимый орган управления транспортным сообщением Маринги, хоть и имеет некоторые связи с муниципалитетом Маринга, остается в значительной степени автономным.

## История
В марте 2001 года, в соответствии с постановлением DAC № 484/SIE, принятым Командованием по аэронавтике, был утвержден аэропорт. 25 апреля того же года началась его эксплуатация.
Этот аэропорт был построен вместо регионального аэропорта имени доктора Гастана Видигаля, который был закрыт.
Строительство объекта продолжалось с октября 1994 года по 16 сентября 2000 года.
В мае 2012 года аэропорт получил категорию 7, что позволило ему стать одним из четырёх аэропортов на юге Бразилии, способных регулярно принимать международные грузовые рейсы. Вместе с аэропортами Куритибы, Фос-ду-Игуасу и Порту-Алегри он стал частью этой привилегированной группы.
Его терминал способен обслуживать свыше 430 000 пассажиров в год.

## Статистика
| Год  | Пассажиропоток                                                    |
| ---- | ----------------------------------------------------------------- |
| 2024 | 785 000 ▲                                                         |
| 2023 | 681 241 ▲                                                         |
| 2022 | 563 195 ▲                                                         |
| 2021 | 419 407 ▲                                                         |
| 2020 | 245 000 ▼ Сокращение количества рейсов во время пандемии COVID-19 |
| 2019 | 741 800 ▲                                                         |
| 2018 | 641 000 ▼                                                         |
| 2017 | 658 000 ▼                                                         |
| 2016 | 696 131 ▼                                                         |
| 2015 | 876 461 ▲                                                         |
| 2014 | 831 134 ▲                                                         |
| 2013 | 728 024 ▼                                                         |
| 2012 | 757 719 ▲                                                         |
| 2011 | 666 957 ▲                                                         |
| 2010 | 497 979 ▲                                                         |
| 2009 | 319 576 ▲                                                         |

## Расширение и инвестиции

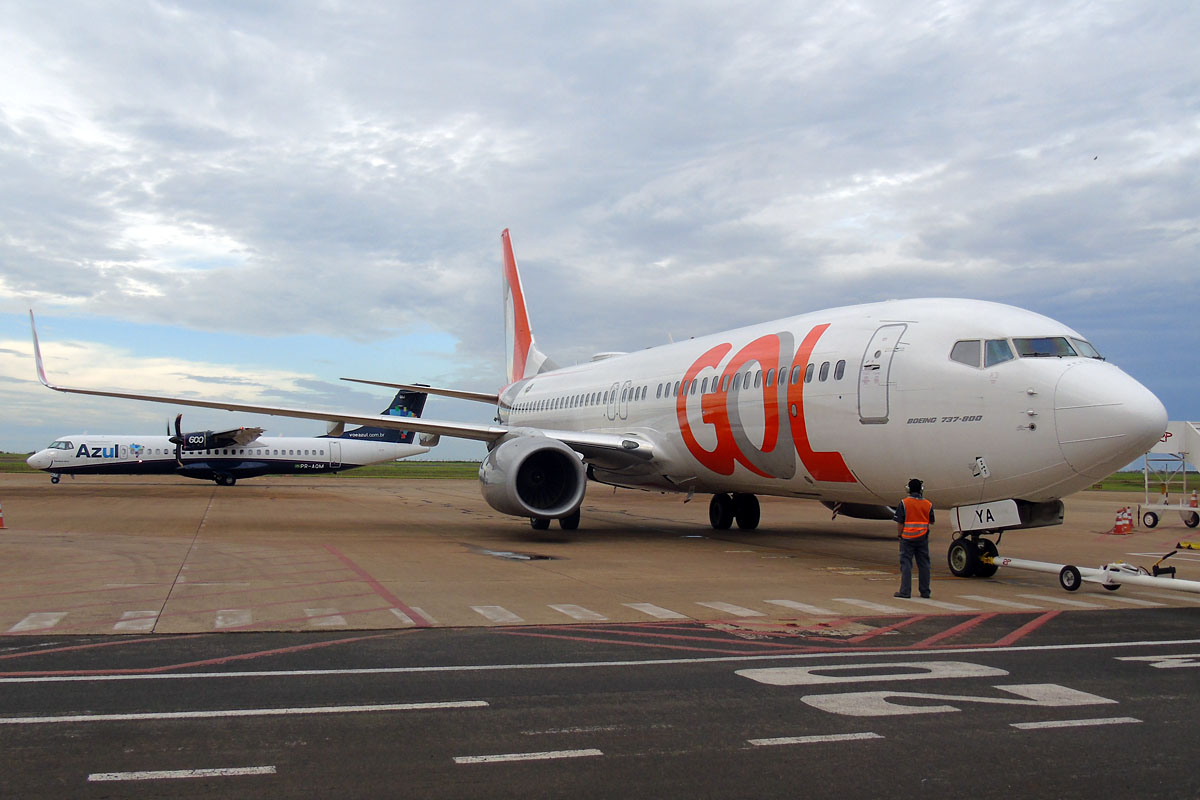
Boeing 737-800 и ATR 72 600

В январе 2008 года в аэропорту была установлена современная диспетчерская вышка, которая стала одной из самых передовых систем управления воздушным движением в стране. Она заменила станцию телекоммуникаций и выдачи разрешений на воздушное движение (EPTA).
В июле 2010 года начались работы по расширению новой авиационной станции. Проект, одобренный авиационным командованием в 2007 году, предполагал инвестиции в размере около 3 миллионов реалов в рамках федеральной программы помощи аэропортам (PROFFA). Финансирование было разделено на две части: 70 % — из федерального бюджета и 30 % — из государственного. Старый двор площадью 19 тысяч квадратных метров включает четыре позиции для больших самолётов и ещё три удаленные позиции. Новая верфь, построенная рядом со Старой, занимает площадь 13 тысяч квадратных метров, имеет три позиции для самолётов и более прочное покрытие. Таким образом, на главной верфи теперь насчитывается в общей сложности 10 позиций для воздушных судов.
Новая верфь была открыта 17 июля 2012 года. Она имеет всё необходимое для обслуживания крупных грузовых самолётов. В мае Национальное агентство гражданской авиации повысило категорию пожарной безопасности до 7, что значительно улучшило условия для работы с крупными транспортными самолётами.

## Оперативное расширение и модернизация

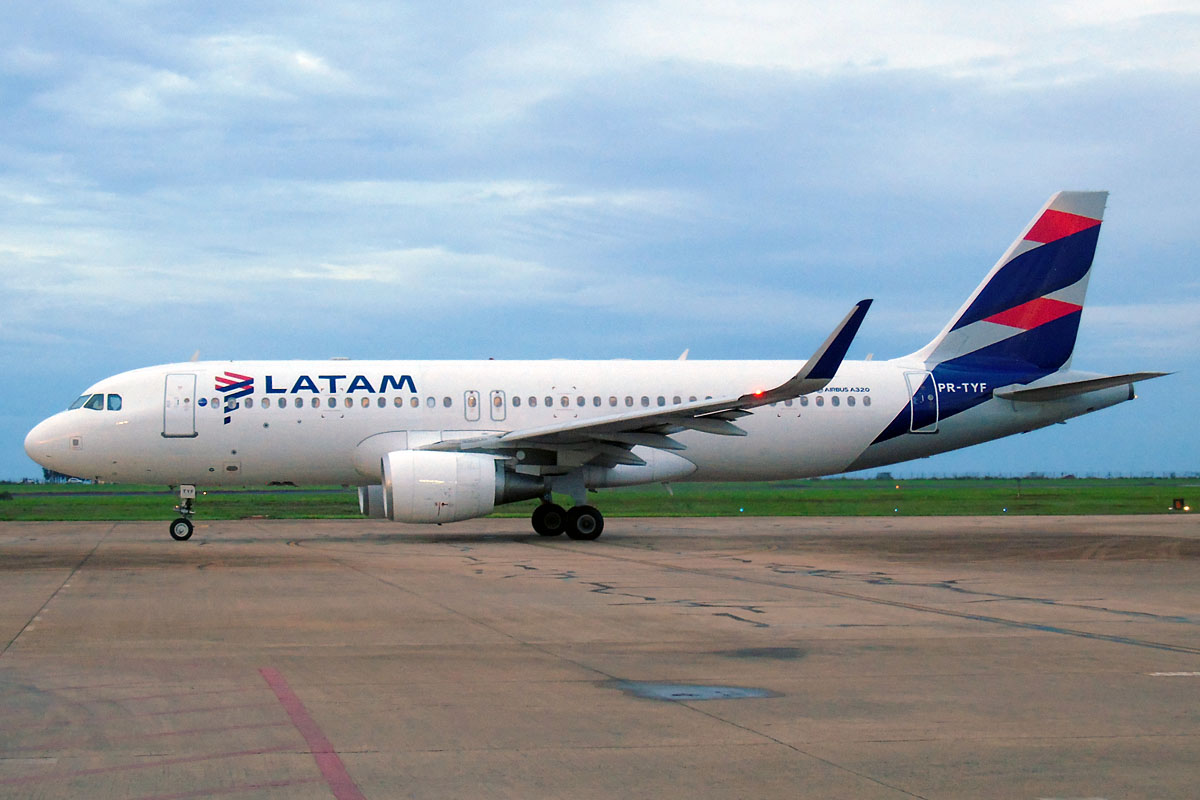
Первый рейс авиакомпании Latam Airlines в Маринге

В 2012 году Маринга стала первым городом, который выделил средства на расширение аэропорта в рамках плана развития региональных аэропортов. С тех пор проект прошёл несколько этапов оценки, согласования, а также бюрократических процедур и торгов. Стоимость работ составляет 81,5 миллиона реалов, что делает их самым масштабным проектом по модернизации аэропорта с момента его открытия в 1990 году. Работы начались 29 ноября 2019 года.
Взлетно-посадочная полоса (PPD) была расширена с 2100 до 2380 метров и отремонтирована с использованием классификации тротуаров PCN 54. Рулежные дорожки Alpha и Bravo были также отремонтированы и расширены. В дополнение к этому, были построены новые рулежные дорожки Delta и Echo, каждая шириной 45 метров, с прочностью дорожного покрытия, соответствующей PCN 55.
На вершине 10 были установлены антенны ILS и ALS — приборов для захода на посадку. По завершении всех работ на этом участке будет смонтирована система огней приближения и светодиодных маяков. Официальное открытие состоялось 1 октября 2021 год.

## Характеристика
Трасса имеет утверждённую длину 2 380 метров и ширину 45 метров. Она предназначена для операций по визуальным и приборным полётам. Процедуры посадки по приборам осуществляются с помощью PAPI RWY 10. Её частоты связи включают:
- Башню (TWR): 118 750 МГц
- Управление (приложение): 129 700 МГц
- FCA SSOK (координация): 123 450 МГц

На трассе также имеется метеостанция, ночной и вращающийся маяки, а также оборудование для круглосуточной работы. Кроме того, она оборудована метеорологической системой CMA (1-9), RFFS-CAT 7, системой PAPI, освещением на взлётно-посадочной полосе и ветроуказателем с подсветкой. Для обеспечения безопасности при заходе на посадку на трассе установлен вращающийся маяк.
Пассажирский терминал оснащен кондиционерами и занимает площадь 4 094,09 м². В его составе имеется TECA — грузовой терминал площадью 2 593 м², ангары для бизнес-авиации и авиатакси. Кроме того, на территории аэродрома находится аэроклуб Маринги, где функционирует школа, специализирующаяся на гражданской авиации. Здесь можно пройти курсы частного пилота, коммерческого пилота и получить свидетельство пилота общего назначения (ППП).
На территории парковки находятся две стоянки для самолётов: коммерческая площадью 31 тысяч квадратных метров с семью местами для Boeings 737-800 и удалённая для пяти Embraer 120. Кроме того, имеется возможность разместить самолёты малой авиации на площадке размером 100 х 99 метров.

## Местоположение
Аэропорт расположен в 12 км от центра города Маринга.